# Terrence Deacon
Terrence Deacon (1950) é um linguista e antropólogo estadunidense. Doutor em Antropologia Biológica pela Universidade Harvard, lecionou nesta instituição por oito anos, mudou-se para a Universidade de Boston em 1992 e atualmente é professor de Antropologia e membro da Faculdade de Ciências Cognitivas da Universidade da Califórnia em Berkeley.
Os interesses teóricos de Deacon incluem o estudo de processos semelhantes à evolução em vários níveis, incluindo seu papel no desenvolvimento embrionário, processamento de sinais neurais, mudança linguística, processos socioculturais e em como esses diferentes processos se inter-relacionam e dependem um do outro. Sua pesquisa combina biologia evolutiva humana e neurociência, com o objetivo de investigar a evolução da cognição humana: estende-se da neurobiologia celular-molecular em laboratório ao estudo de processos semióticos subjacentes à comunicação animal e humana, especialmente a origem da linguagem.
Sua obra The Symbolic Species (1997) é considerada como pioneira na abordagem da cognição evolutiva e da semiótica, recorrendo à teoria de Charles Sanders Peirce.

## Obras

### Livros
- The Symbolic Species: The Co-evolution of Language and the Brain.  New York: W.W. Norton & Company. 1997. ISBN 978-0-393-31754-1
- Incomplete Nature: How Mind Emerged from Matter.  New York: W.W. Norton & Company. 2011. ISBN 978-0-393-04991-6

### Artigos
- Deacon, T.W. (1989). "Holism and associationism in neuropsychology: an anatomical synthesis." in E. Perecman (Ed.), Integrating Theory and Practice in Clinical Neuropsychology. Erlbaum. Hilsdale, NJ. 1-47.
- Deacon, T.W. (1990). "Rethinking mammalian brain evolution." Am Zool. 30:629–705.
- Deacon, T.W. (1997). "What makes the human brain different?" Annu. Rev. Anthropol. 26: 337-57.
- Deacon, T.W. (2001). "Heterochrony in brain evolution." In Parker et al. (eds.), Biology, Brains, and Behavior. SAR Press, pp. 41–88.
- Deacon, T.W. (2006). "Emergence: The Hole at the Wheel’s Hub." Chapter 5 in P. Clayton & P. Davies (Eds.), The Re-Emergence of Emergence: The Emergentist Hypothesis from Science to Religion.  Oxford University Press, pp. 111–150.
- Deacon, T.W. (2006). "Reciprocal linkage between self-organizing processes is sufficient for self-reproduction and evolvability." Biological Theory 1(2):136-149.
- Deacon, T.W. (2007). "Shannon-Boltzmann-Darwin: Redefining Information. Part 1." Cognitive Semiotics 1:123-148.
- Deacon, T.W. (2008). "Shannon-Boltzmann-Darwin: Redefining Information. Part 2." Cognitive Semiotics 2:167-194.
- Kull, Kalevi; Deacon, Terrence; Emmeche, Claus; Hoffmeyer, Jesper; Stjernfelt, Frederik. (2009). Theses on biosemiotics: Prolegomena to a theoretical biology. Biological Theory 4(2): 167–173.
- Deacon, T.W. (2010). "A role for relaxed selection in the evolution of the language capacity." PNAS.107:9000-9006.
- Deacon, T.W. (2010). "On the Human: Rethinking the natural selection of human language"